# 奈尼塔爾縣

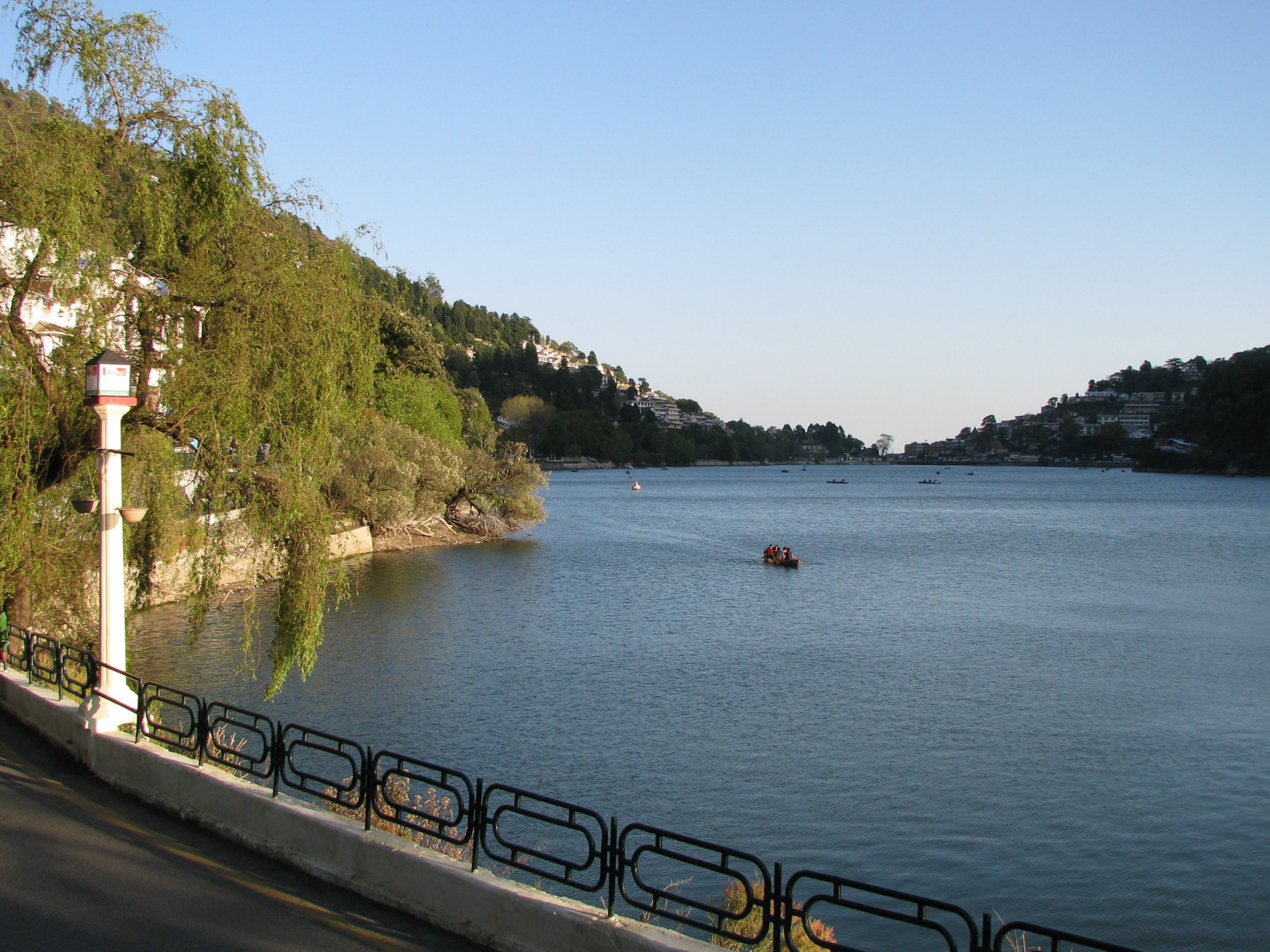

奈尼塔爾縣是印度的一個縣，位於該國北部，由北阿坎德邦負責管轄，面積3,860平方公里，2011年人口955,128，人口密度每平方公里247人。

## 外部連結
- 官方网站
- Nainital District at Govt. of Uttarakhand website
- Nainital tourism place and hotels website